# Orb MyCasting
 (novembre 2010).
Orb MyCasting est un logiciel de streaming édité par la société Orb Networks.

## Description
Le logiciel permet de récupérer des vidéos depuis un site Internet ou depuis son propre PC et de les lire sur son téléphone mobile, son PDA ou son ordinateur portable dotés d'un navigateur Web et de capacités de streaming.
Le logiciel est gratuit.

## Utilisation
Le logiciel fonctionne sous Windows XP ou Windows XP-Media Center Edition.